# Allium canariense
Allium canariense — вид рослин з родини амарилісових (Amaryllidaceae); ендемік Канарських островів. Не дивно, що рослини роду Allium з Канарських островів були донині поміщені в кілька різних видів, оскільки вони, попри генетичну однорідність, морфологічно дуже мінливі.

## Опис
Цибулина довгасто-овальна, діаметром 5–15 мм, зовнішня оболонка коричнево-сіра, внутрішні — сріблясто-білі. Рослини цього виду висотою 10–40 см, включаючи суцвіття. Більшість рослин мають 2–3 (рідше до 8) листків. Листові пластинки голі або дрібно-війчасті біля основи, з дуже дрібно пилчастим краєм, шириною 2–10 мм і довжиною 4–40 см, іноді довші за пов'язане з ними суцвіття. Зонтикоподібні суцвіття несуть у невеликих рослин лише 5–7 квіток, але часто трапляється 20–25 квіток, рідше до 50. Сегменти оцвітини варіюються за кольором від білого до рожевого; іноді є одна градація кольору в одній популяції. 2n = 28.

## Поширення
Ендемік Канарських островів.